# Osteopontina
L'osteopontina (OPN), prodotta dal gene SPP1, è una proteina della famiglia delle Sialoproteine presente in tutti i mammiferi superiori avente il mantenimento della omeostasi delle ossa e di alcuni processi del sistema immunitario. Si lega all'idrossiapatite e fornisce la struttura di base (matrice) per l'osso, ma anche per i calcoli renali.
Viene codificata nel gene che è presente nel braccio lungo del cromosoma umano: 4Q. L'osteopontina è una glicoproteina scoperta nel 1986 negli osteoblasti, composta da 300 aminoacidi; all'interno del tessuto osseo, recenti studi hanno indicato che potrebbe avere un ruolo nell'ancorare gli osteoclasti alla matrice.
L'osteopontina è prodotta in diversi tipi di tessuto (nell'orecchio interno, cervello, reni, la placenta), e in molti tipi di cellule quali gli osteoblasti, osteociti, odontoblasti e in alcune cellule del midollo osseo e della cartilagine, nei macrofagi, nelle cellule muscolari lisce e nelle cellule endoteliali. La formazione di osteopontina si ha con la stimolazione del calcitriolo diidrossi (vitamina D3-1,25).
L'osteopontina è espressa in vari tumori come: il cancro del polmone, il tumore della mammella, il tumore del colon, il cancro dello stomaco, il carcinoma ovarico, il tumore della pelle e il mesotelioma. È anche coinvolta nella formazione dei calcoli renali.
Nel 2014, grazie a degli studi fatti da un'équipe italiana, si è scoperto che l'osteopontina è responsabile di uno dei meccanismi di insorgenza di metastasi nel tumore al seno.